# Eduard Wladimirowitsch Schpolski
Eduard Wladimirowitsch Schpolski (russisch Эдуард Владимирович Шпольский, wissenschaftliche Transliteration Ėduard Vladimirovič Špol'skij; * 11. Septemberjul. / 23. September 1892greg. in Woronesch; † 21. August 1975 in Moskau) war ein russischer Physiker, der auf dem Gebiet der Molekülspektroskopie arbeitete.

## Leben
Schpolski studierte ab 1910 an der physikalisch-mathematischen Fakultät der Lomonossow-Universität Moskau. 1913 begann er an der Städtischen Moskauer Schanjawski-Volksuniversität mit wissenschaftlichen Arbeiten, die durch den Ersten Weltkrieg unterbrochen wurden. Nach Kriegsende war er bis 1930 im Institut für Physik und Biophysik tätig und wechselte dann an die Lomonossow-Universität. Ab 1932 lehrte er an der Staatlichen Pädagogischen Universität Moskau, wo er 1933 promoviert wurde (russischer Doktortitel). Seit 1934 war er Professor.
Schpolski arbeitete auf dem Gebiet der Molekülspektroskopie und speziell zur Photolumineszenz-Spektroskopie organischer Moleküle. Für eine bestimmte Klasse von Molekülen, für aromatische Kohlenwasserstoffmoleküle, entdeckte er die Möglichkeit, schmale Fluoreszenzlinien bei niedrigen Temperaturen in eingefrorenen Lösungen zu erhalten (Schpolski-Effekt, engl. Shpolski effect).
1918 gründete er mit S. I. Wawilow und P. P. Lasarew die Zeitschrift Uspekhi Fizicheskikh Nauk (engl., russisch Успехи физических наук Uspechi fisitscheskich nauk), deren Chefredakteur er später wurde und in der er viele wissenschaftliche Aufsätze veröffentlichte. Die Funktion des Chefredakteurs übte er bis zu seinem Tod im Jahr 1975 aus. Schpolski hatte außerdem mehrere andere Funktionen. So war er von 1954 bis 1972 Chefredakteur der vom WINITI herausgegebenen Referate-Zeitschrift Physik (russisch Реферативный журнал Физика Referatiwny schurnal fisika).
1961 wurde er von der Akademie der Wissenschaften der UdSSR mit der S.-I.-Wawilow-Goldmedaille ausgezeichnet. Er war Träger des Staatspreises der UdSSR (1971).
Im deutschsprachigen Raum wurde Schpolski bekannt durch sein zweibändiges Lehrbuch der Atomphysik, das seit 1954 in einer Vielzahl von Auflagen erschienen ist. Dieses Standardwerk wurde aus dem Russischen in mehrere andere Sprachen übersetzt.

## Schriften (Auswahl)
- E. W. Schpolski: Atomphysik, Teil I (= Hochschulbücher für Physik. Band 8). Deutscher Verlag der Wissenschaften, Berlin 1954.
- E. W. Schpolski: Atomphysik, Teil II (= Hochschulbücher für Physik. Band 9). Deutscher Verlag der Wissenschaften, Berlin 1954.